# 野村宏伸
野村 宏伸（のむら ひろのぶ、1965年5月3日 - ）は、日本の俳優、歌手。
血液型はB型。身長178cm。靴サイズ26.0cm。東京都出身。

## 経歴・人物
父親が会社経営（2代目の社長）をしていたことから裕福な家庭環境で育つが、高校1年生の時に経営の化学工場が倒産したことで一家離散となり、年子の妹とは別々に親族の家を数か月単位で転々と暮らすこととなる。父はタクシー運転手になり、10か月後に家族が再び一緒に暮らすようになるも、以前とは程遠い生活状況に陥ることになった。後に両親は離婚。
1984年、映画『メイン・テーマ』の薬師丸ひろ子の相手役のオーディションを妹が雑誌で見つけ、野村に参加することをすすめた。野村自身は気は進まなかったが、優勝者500万円・推薦人100万円という賞金目当てにオーディションに応募（推薦人は妹）する。23,000人が参加したオーディションで優勝し、俳優デビューすることとなり、デビュー作で第8回日本アカデミー賞新人俳優賞を受賞。
その後、1浪での大学再受験も全て不合格だったことから役者一本でいくことを決心し、角川春樹に報告。
1986年には角川春樹事務所創立10周年記念作品となる映画『キャバレー』で初めて主演に抜擢される。
その後、所属していた角川春樹事務所が芸能部門を閉鎖することになり、これを契機に所属事務所を移籍。移籍後すぐにオーディションもなく、1987年に『ラジオびんびん物語』（フジテレビ）でテレビドラマ初出演を果たす。この出演を契機に、その後はとんとん拍子に仕事が舞い込みスターダムを駆け上がる。しかし、このドラマの榎本役のイメージが固定してしまい、それを野村自身が嫌ったことが後の凋落のきっかけとなった。
『教師びんびん物語』でアイドル系の俳優としてブレイクしたこともあり、デビューから数年間はアイドル要素の強い芸能活動であったが、後に役者としての活動を主力としていく。
歌手としてのデビュー曲「ウィンク・キラー」（作詞：松本隆 / 作曲：和泉宏隆 / 編曲：大村雅朗）はTHE SQUAREの「OMENS OF LOVE」（THE SQUAREのアルバム『R・E・S・O・R・T』の1曲目に収録）のカバーであり、小泉今日子もカバーした。
デビュー以来、順調に芸能活動を続け、1993年ごろには年収が1億円を突破、世田谷区に敷地110坪、建物80坪の豪邸を2億4,000万円で購入する。しかし、その後は自身の慢心などもあって仕事が激減し、友人などへの貸付金が返済されないという詐欺被害（合計約1億円弱）を受けるなど生活が困窮していく。俳優業だけでは生活が出来なくなり、友人の自動車会社を手伝うなどして生計を立てた時期もあった。その後は借金返済のために豪邸を売却し、1億円以上あった借金はゼロになったという。
2005年に映画『コアラ課長』に主演したことで、新たなる路線に活路を見出す。役を選り好みし転落した過去を反省し、与えられた役を全力で演じることで再評価されていった。
2009年6月から別居、独身生活を始めた。7月に協議離婚が成立、離婚届を提出したが2010年5月まで元妻と同居を続けた。子供2人の親権は母が持った。2013年2月から母と同居。
2015年6月、15歳年下の女性と結婚を前提にした交際をし、同居していることが明らかになる。同年6月29日、前述の記事が掲載された時には既に再婚をしていたことが明らかになった。野村の50歳の誕生日である5月3日に婚姻届を提出していたという。同年7月4日には結婚報告会見を行い、夫人とのツーショット写真を披露。2016年7月25日、自身のブログにて再婚した妻との間に女児が誕生したことを発表。

## 所属事務所遍歴
角川春樹事務所→ヒロ・プロダクション→JVCエンタテインメント→アワーソングスクリエイティブ→野村宏伸事務所

## ディスコグラフィ

### シングル
| #                            | 発売日                       | タイトル                     | B面                          | 規格                         | 規格品番                     |
| CBSソニー / KADOKAWA RECORDS | CBSソニー / KADOKAWA RECORDS | CBSソニー / KADOKAWA RECORDS | CBSソニー / KADOKAWA RECORDS | CBSソニー / KADOKAWA RECORDS | CBSソニー / KADOKAWA RECORDS |
| ---------------------------- | ---------------------------- | ---------------------------- | ---------------------------- | ---------------------------- | ---------------------------- |
| 1st                          | 1985年7月1日                 | ウインク・キラー             | And I Love Her               | EP                           | 07SH-2002                    |
| 2nd                          | 1985年11月1日                | こだわりの4ビート            | 昨日までのハードボイルド     | EP                           | 07SH-2006                    |
| 3rd                          | 1986年3月21日                | 週末のエスケープ             | AGAINの夜明け                | EP                           | 07SH-2009                    |
| ビクター音楽産業             |                              |                              |                              |                              |                              |
| 4th                          | 1989年4月21日                | ガラスの薔薇                 | Heartbreakをくれないか       | EP                           | SV-9421                      |
| 4th                          | 1989年4月21日                | ガラスの薔薇                 | Heartbreakをくれないか       | 8cmCD                        | VDRS-1137                    |
| 5th                          | 1991年2月6日                 | Kissで死ぬほど               | 星屑に濡れながら             | 8cmCD                        | VIDL-10095（発売中止）       |

### アルバム

#### オリジナル・アルバム
|                              | 発売日                       | タイトル                     | 規格                         | 規格品番                     |
| CBSソニー / KADOKAWA RECORDS | CBSソニー / KADOKAWA RECORDS | CBSソニー / KADOKAWA RECORDS | CBSソニー / KADOKAWA RECORDS | CBSソニー / KADOKAWA RECORDS |
| ---------------------------- | ---------------------------- | ---------------------------- | ---------------------------- | ---------------------------- |
| 1st                          | 1985年2月25日                | Bobby's Party                | LP                           | 23AH-2004                    |
| 1st                          | 1985年2月25日                | Bobby's Party                | CD                           | 30DH-204                     |
| 2nd                          | 1985年11月21日               | I'm HIRONOBU                 | LP                           | 28AH-2007                    |
| 3rd                          | 1986年6月1日                 | NO PRESSURE                  | LP                           | 28AH-2010                    |
| 3rd                          | 1986年6月1日                 | NO PRESSURE                  | CD                           | 32DH-208                     |
| ビクター音楽産業             |                              |                              |                              |                              |
| 4th                          | 1989年5月21日                | Heartbreakをくれないか       | LP                           | SJX-30382                    |
| 4th                          | 1989年5月21日                | Heartbreakをくれないか       | CD                           | VDR-1602                     |
| 5th                          | 1990年3月21日                | GUILTY                       | CD                           | VICL-18                      |

#### ベスト・アルバム
|                                     | 発売日                              | タイトル                            | 規格                                | 規格品番                            |
| CBS/SONY RECORDS / KADOKAWA RECORDS | CBS/SONY RECORDS / KADOKAWA RECORDS | CBS/SONY RECORDS / KADOKAWA RECORDS | CBS/SONY RECORDS / KADOKAWA RECORDS | CBS/SONY RECORDS / KADOKAWA RECORDS |
| ----------------------------------- | ----------------------------------- | ----------------------------------- | ----------------------------------- | ----------------------------------- |
| 1st                                 | 1989年5月21日                       | EARLY HIRONOBU                      | CD                                  | 32DH-5202                           |
| Sony Music Direct / GTmusic         |                                     |                                     |                                     |                                     |
| 2nd                                 | 2008年1月23日                       | ゴールデン☆ベスト 野村宏伸          | CD                                  | MHCL-1278                           |

## 出演

### テレビドラマ
- びんびんシリーズ（フジテレビ） - 榎本英樹 
  - ラジオびんびん物語（1987年）
  - 教師びんびん物語（1988年）
    - 教師びんびん物語II（1989年）
    - 教師びんびん物語スペシャル（2000年3月17日）
    - 教師びんびん物語スペシャル2（2001年3月16日）

  - SPびんびん物語（1988年10月6日）
  - 巡査びんびん物語（1999年5月14日）
- 大河ドラマ（NHK総合）
  - 独眼竜政宗（1987年） - 伊達忠宗
  - 炎立つ（1993年） - 源義経
- あぶない雑居カップル（1987年 - 1988年、テレビ朝日）
- 年末時代劇スペシャル（日本テレビ）
  - 田原坂（1987年12月30日 - 31日） - 岩熊
  - 五稜郭（1988年12月30日 - 31日） - 林董三郎
  - 源義経（1991年12月31日） - 主演・源義経
- TBS大型時代劇スペシャル（TBS）
  - 徳川家康（1988年1月1日） - 松平信康
  - 愛に燃える戦国の女 豊臣家の人々より （1988年4月2日）– 宇喜多秀家
  - 武田信玄（1991年1月1日） - 諏訪頼重
  - 新選組 池田屋の血闘（1992年10月2日）– 沖田総司
  - 天下を獲った男 豊臣秀吉（1993年1月1日） - 織田信忠
- 風少女（1988年、日本テレビ） - 麻生和也
- 追いかけたいの!（1988年、フジテレビ） - 黒岩薫
- 氷点（1989年4月6 - 7日、テレビ朝日）– 辻口徹
- あの夏に抱かれたい（1989年、日本テレビ） - 主演・会田章一
- 過ぎし日のセレナーデ（1989年 - 1990年、フジテレビ） - 榊和行
- 花燃える日日 －野望の国・第二部－（1989年、日本テレビ）– 西郷四郎
- 連続テレビ小説（NHK総合）
  - 凛凛と（1990年） - 青木憂
  - あぐり（1997年） - 辻村燐太郎
- 世にも奇妙な物語（フジテレビ）
  - 第1シリーズ「楊貴妃の双六」（1990年4月19日） - 主演・山田和之
  - '92冬の特別編「ロンドンは作られていない」（1992年12月30日） - 主演・内沢
  - '96冬の特別編 「赤ちゃん養育ソフト」（1996年1月4日） - 主演・渡辺俊彦
  - 聖夜の特別編 「恐怖のカラオケ歌合戦」（1996年12月24日） - 主演・原田守
- 東芝日曜劇場（TBS）
  - 第1765回 「夢で別れて」（1990年12月16日）– 主演
- 年末ドラマスペシャル「昭和傑作推理選 不連続殺人事件」（1990年12月26日、フジテレビ） - 主演
- 君だけに愛を（1991年、日本テレビ） - 主演・村上徹
- 月曜ドラマスペシャル（TBS）
  - 「バレンタインに何かが起きる『先生は好きなんです』」（1991年2月11日）
  - 「ジャックアンドベティ物語『青春編』」（1992年8月17日）– 昭太郎
- 金曜ドラマ痛快時代活劇「赤頭巾快刀乱麻」（1991年、NHK総合） - 主演
- なんだらまんだら（1991年、フジテレビ） - 高村康成
- 天使の悦楽（1992年4月6 - 9日、テレビ朝日）
- 素敵にダマして!（1992年、日本テレビ） - 森健太郎
- キライじゃないぜ（1992年、TBS） - 主演・松本啓吾
- 丘の上の向日葵（1993年、TBS） - 蓮谷一郎
- ドラマ新銀河「南部大吉交番日記」（1993年、NHK総合） - 主演・南部大吉
- 金曜エンタテイメント「松本清張スペシャル・Dの複合」（1993年9月10日、フジテレビ） - 主演・浜中三夫
- 年末ドラマスペシャル 愛の降る街・領収書物語2「よろしくサンタさん」（1993年12月27日、関西テレビ）– 主演
- 春のドラマスペシャル「ブスでごめんね!」（1994年4月2日、日本テレビ） - 主演・直人
- 家族A（1994年、TBS） - 主演・安西俊平
- Missダイヤモンド（1995年、テレビ朝日） - 高木涼平
- 山田太一・新春ドラマ「パパ帰る'96」（1996年1月4日、テレビ朝日）
- 東京卒業（1996年12月23日、TBS）
- 感動ドラマスペシャル「川の見える病院から」（1997年3月18日、テレビ朝日）– 永島康平
- ニュースの女（1998年、フジテレビ） - 紺野徹
- 素晴らしき家族旅行（1998年、テレビ東京）– 菊地忠紘
- ボーダー 犯罪心理捜査ファイル 第5話（1999年、よみうりテレビ）– 安達和彦
- クリスマスドラマスペシャル「99杜の都恋物語」（1999年、テレビ朝日）
- 結婚できない!!「病気が治ると結婚できない!!」（1999年、日本テレビ）- 昭二
- バカヤロー!2000 ニッポン人の怒りが爆発する!!「太るのは罪ですか？」（2000年3月29日、日本テレビ）
- なごや千客万来（2000年、NHK総合）
- ショカツ（2000年、フジテレビ） - 溝口泰次
- ムコ殿（2001年、フジテレビ） - 矢島柾
- Fighting Girl 第10 - 最終話（2001年、フジテレビ）- 高木
- 明るいほうへ 明るいほうへ（2001年、TBS）- 金子堅助
- 生存（2002年、NHK総合）
- お美也（2002年、NHK総合）
- 夢のカリフォルニア（2002年、TBS）- 宗石亨
- ナイトホスピタル〜病気は眠らない〜（2002年、読売テレビ）- 杉浦英樹（特别出演）
- 名古屋仏壇物語（2002年、NHK総合）
- 麻婆豆腐の女房 第5話（2003年、NHK総合）※ゲスト出演
- ダムド・ファイル　スペシャル　～another episode　あのトンネル～（2003年10月17日、名古屋テレビ）- 主演・鷹取隆
- ウルトラQ dark fantasy 第7話「綺亞羅」（2004年、テレビ東京） - 坂口
- ジイジ〜孫といた夏〜シリーズ（NHK総合） - 磯崎和夫
  - ジイジ〜孫といた夏〜（2004年）
  - ジイジ2〜孫といた夏〜（2005年）
- 水曜ミステリー9（テレビ東京）
  - 「信濃のコロンボ10　杜の都殺人事件」（2006年1月8日）- 清水修司
  - 「湯けむりドクター華岡万里子の温泉事件簿5」（2011年12月28日） - 黒沢信夫
  - 「松本清張没後20年特別企画・留守宅の事件」（2013年4月24日） - 栗山敏夫
  - 「刑事吉永誠一 涙の事件簿12」（2013年10月2日） - 清川幹雄
  - 「トラベルライター青木亜木子2」（2014年1月15日） - 寺林慎一
- 翼の折れた天使たち「第1夜 セレブ」（2006年2月27日、フジテレビ）- 野口
- 都立水商!（2006年、日本テレビ） - 黒沢忠夫
- 弁護士 灰島秀樹（2006年、フジテレビ） - 瀬籐賢三
- いい女（2006年、TBS）- 早匂和樹
- 相棒 season5 第13話「Wの悲喜劇」（2007年1月17日、テレビ朝日） - 大丸欣司
- ドラマW「神様からひと言」（2006年12月24日、WOWOW） - 玉川政彰
- 女刑事みずき〜京都洛西署物語〜 第2シリーズ（2007年、テレビ朝日） - 徳永修司
- 浅草ふくまる旅館 第2シリーズ（2007年、TBS） - 秋本勝也
- 医龍-Team Medical Dragon-2 第8話（2007年、フジテレビ） - 黒田俊彦
- 土曜ワイド劇場（テレビ朝日）
  - 天才刑事・野呂盆六3 復讐の天使（2009年1月17日）- 西嶋虹介
  - 法医学教室の事件ファイル#28 整形美女は二度殺される!?（2009年2月14日）- 野村治朗
  - 広域警察（2010年5月8日） - 岸田敦夫
  - デパート仕掛け人!天王寺珠美の殺人推理5（2012年8月25日） - 栗田透
  - 犯罪心理学教授・兼坂守の捜査ファイル（2014年2月15日） - 嘉山孝
  - 西村京太郎サスペンス　鉄道捜査官(14)（2014年5月3日） - 富永健一郎
- 特命係長 只野仁（4th season） 第36話（2009年2月12日、テレビ朝日） - 木ノ内隆夫
- ショコラ～愛される女・嫌われる女グランプリ「恋するバツイチ女の切ないヒミツ」（2009年4月1日、日本テレビ）
- BOSS 1stシーズン CASE2（2009年4月23日、フジテレビ） - 井上浩輔
- 刑事一代 平塚八兵衛の昭和事件史（2009年6月20・21日、テレビ朝日） - 水原洋平（三億円事件捜査員）
- サラリーマン金太郎2（2010年2月19日、テレビ朝日）
- 娼婦と淑女（2010年、東海テレビ・フジテレビ） - 久我山慎之助
- 女帝 薫子 第4話（2010年5月16日、テレビ朝日） - 三浦俊彦
- 警視庁失踪人捜査課 第8話（2010年6月4日、テレビ朝日） - 占部俊光
- 金曜プレステージ （フジテレビ）
  - 十津川刑事の肖像3 危険な判決（2010年10月15日） - 西沢豊
  - 刑事・鳴沢了2〜偽りの聖母〜（2011年5月20日） - 畑宮管理官
  - 山村美紗サスペンス・黒の滑走路〜禁じられた一族〜（2012年1月13日）
  - 森村誠一サスペンス・流氷の夜会（2014年8月1日） - 白木貴志
- FACE MAKER 第4話（2010年10月28日、読売テレビ） - 大久保
- 水戸黄門第42部 第16話「一触即発、お家騒動! -高松-」（2011年2月7日、TBS） - 松平頼常
- 新選組血風録（2011年、NHK BSP） - 桂小五郎
- アスコーマーチ〜明日香工業高校物語〜 第4話（2011年5月15日、テレビ朝日） - 竹内正和
- 3週連続　罪と女とミステリー 第1夜 森村誠一サスペンス「破婚の条件」（2011年8月26日、フジテレビ） - 早坂有一
- 月曜ゴールデン（TBS）
  - 「森村誠一サスペンス・正義の証明」（2011年9月26日） - 本郷信洋刑事
  - 「警視庁南平班〜七人の刑事〜4」（2011年11月7日） - 露木孝一
  - 「駅弁刑事・神保徳之助6」（2012年4月2日） - 里見耕作
- 名探偵コナン 工藤新一への挑戦状 最終話（2011年9月29日、読売テレビ） - 平田はじめ
- 水曜ミステリー9（テレビ東京）
  - 「湯けむりドクター華岡万里子の温泉事件簿5」（2011年12月28日） - 黒沢信夫
  - 「松本清張没後20年特別企画・留守宅の事件」（2013年4月24日） - 栗山敏夫
  - 「刑事吉永誠一 涙の事件簿12」（2013年10月2日） - 清川幹雄
  - 「トラベルライター青木亜木子2」（2014年1月15日） - 寺林慎一
- 警視庁捜査一課9係 第7シリーズ 第1話（2012年7月4日、テレビ朝日） - 曽根山智士
- とんび（2013年、TBS） - 照雲
- なるようになるさ。（2013年、TBS） - 沢木耕造
- ウルトラマンギンガ（2013年、テレビ東京） - 石動誠一郎
- DOCTORS〜最強の名医〜 第2シリーズ最終話（2013年9月5日、テレビ朝日系） - 東条賢介
- 科捜研の女（テレビ朝日） - 佐沢真
  - SEASON 13 第10話「襲われた女医！盗まれた解剖遺体!! 奪われた二つの臓器の秘密」（2014年1月23日）
  - SEASON 14 第8話「疑惑の解剖ドクター」・最終話「白昼の殺人雨」（2014年12月4日・11日）
- 赤と黒のゲキジョー「検事・霞夕子7 〜死人に口あり〜」（2014年10月17日、フジテレビ） - 江藤達夫
- 神谷玄次郎捕物控2 第1話（2015年4月3日、NHK BSP） - 伊之助
- 金曜プレミアム アンダーウェア（2015年11月13日 - 12月4日、フジテレビ）
- 山本周五郎人情時代劇 第11話「おもかげ抄」（2016年3月1日、BSジャパン） - 沖田源左衛門
- 松本清張特別企画 喪失の儀礼（2016年3月30日、テレビ東京） - 住田友好[9]
- 警視庁・捜査一課長 season1 第1話「終着駅同時殺人!? 捜査範囲は路線全駅!! セレブ妻vs680円のブラウス女、サバ塩焼きのアリバイトリック」（2016年4月18日、テレビ朝日） - 村上雄司
- 仮面ライダーエグゼイド（2016年10月2日 - 2017年8月27日、テレビ朝日） - 日向恭太郎
- 実況される男（2016年10月14日 - 12月24日、フジテレビ）
- 遺留捜査 第4シリーズ（2017年7月13日 - 9月14日、テレビ朝日） - 八重樫剛
- 金曜プレミアム 京都殺人案内（2018年、フジテレビ） - 溝口浩一郎
- 日曜プライム（テレビ朝日）
  - 温泉若おかみの殺人推理30（2019年3月3日） - 富山浩介

### 映画
- メイン・テーマ（1984年、東映） - 大東島健
- ボビーに首ったけ（1985年、東映） - 主演・野村昭彦  ※声の出演
- キャバレー（1986年、東宝） - 主演・矢代俊一
- BE FREE!（1986年、東映） - 小泉正夫
- 恋人たちの時刻（1987年、東宝） - 主演・西江洸治
- 天と地と（1990年、東映） - 太郎義信
- 福沢諭吉（1991年、東映） - 黒沢竹之介
- 大失恋。（1995年、東映） - 主演・君彦
- 学校の怪談シリーズ（東宝）
  - 学校の怪談（1995年） - 主演・小向伸一
  - 学校の怪談2（1996年） - 主演・浅野和成
  - 学校の怪談3（1997年） - 為山先生
- 時をかける少女（1997年） - 福島先生
- F (エフ)（1998年、松竹） - 久下章吾
- ジューンブライド 6月19日の花嫁 （1998年、松竹） - 原田勝貴
- 極道の妻たち 赤い殺意（1999年、東映） - 高須俊之
- 花と蛇（2004年、東映） - 遠山隆羲
- ラブドガン（2004年、リトルモア） - 長谷川医師
- 丹下左膳 百万両の壷（2004年、EDEN ENTERTAINMENT） - 源三郎
- コアラ課長（2005年、トルネード・フィルム） - 主演・小野哲司
- 呉清源〜極みの棋譜〜（2006年、エスピーオー） - 川端康成
- エコエコアザラク B-page（2006年） - リョウの弁護士
- 卍（2006年、アートポート） - 柿内謙二
- 叫（2007年、ザナドゥー） - 小野田誠二
- ポチの告白（2009年、アルゴ・ピクチャーズ） - 山崎
- 津軽百年食堂（2011年、日活・リベロ） - 青木真一
- ゼウスの法廷（2014年）
- 邂逅（2014年） - 主演
- の・ようなもの　のようなもの（2016年、松竹） - 出船亭志ん麦
- 仮面ライダー平成ジェネレーションズ Dr.パックマン対エグゼイド&ゴーストwithレジェンドライダー（2016年、東映） - 日向恭太郎
- THE ACTOR -ジ・アクター-（2016年） - 主演・辰巳彰一
- 冷たいキス（2018年） - 主演・辻村和彦
- みをつくし料理帖（2020年、東映） - 清八[10]
- 科捜研の女 -劇場版-（2021年、東映） -  佐沢真
- Threads of Blue（2023年公開予定、シネメディア） - 浩介[11]
- コウインKOUIN〜光陰〜（2024年公開予定、フルモテルモ）[12]

### 舞台
- 太陽と月に背いて（1999年4月）- 主演
- 青春・最終章〜僕たちの決算〜This is our Youth（2000年9月）- 主演　ひょうご舞台芸術第22回公演
- やとわれ仕事（2004年10月）- 主演　ひょうご舞台芸術
- がんぜない瞳の殺人者（2012年4〜5月） - 主演　NOMUZUプロジェクト第1回公演
- BUTTERFLY INTO THE BUS（2012年8月）　プロデュース　by　スタジオ　E-Style
- World（2013年10月）Askプロデュース
- 俺たちの明日（2014年1月）ドリームプラス
- どーしんぼの浜（2014年6月） - 主演　NOMUZUプロジェクト第2回公演
- ヘブンイレブン！（2015年3月） - 主演　SOLID STAR プロデュース　Vol.3
- 愚か者（2015年7月） - 主演　NOMUZUプロジェクト第3回公演
- 明るい葬式（2016年5月） - 主演　SOLID STAR プロデュース　Vol.7
- 主人がオオアリクイに殺されて1年が過ぎました。（2016年10月） - 主演　SOLID STAR プロデュース　Vol.8
- 手塚治虫 生誕90周年記念 原作：手塚治虫「ダスト8」より 舞台「悪魔と天使」（2019年1月） - 柏木守
- レ・ミゼラブル〜惨めなる人々〜（2022年5月） - ジャベール[13]
  - レ・ミゼラブル〜惨めなる人々〜（2023年7月） - ジャベール[14]
- 後鳥羽伝説殺人事件（2024年5月） - 浅見陽一郎 [15][16]
- PLAY（2024年9月） - 主演[17]

### ドキュメンタリー
- ネイチャリング・ドキュメンタリー「灼熱のベトナム国境地帯〜野村宏伸・幻の民族と生きる〜」（1995年8月、テレビ東京系列）
- ネイチャリング・ドキュメンタリー 野村宏伸アジアをゆく第2弾「赤道直下！インドネシアの秘島〜密林の大家族と生きた30日」（1996年8月、テレビ東京系列）
- 東京電力スペシャル 夢ある社会へ「野村宏伸のロビンソン・クルーソーを探して」（2001年1月 - 2月、フジテレビ系列）
- 経済ドキュメンタリードラマ ルビコンの決断 「ソニー ウォークマンの逆襲」（2010年1月21日 テレビ東京系列）
- 金曜プレミアム 連続企業爆破テロ 40年目の真実（2015年5月22日、フジテレビ系列） - 福井惇 役（ドキュメンタリードラマ）

### バラエティ・その他の番組
- 爆報! THE フライデー（TBS）不定期出演
- マネースクープ（2014年 - 2015年、フジテレビ） - マネースクーパー
- 趣味どきっ!「現代テニス再デビュー」（2015年6月 - 7月（全9回）、NHK Eテレ） - 生徒

### CM
- 森永チョコレート「プライベート」（1985年）
- リポビタンD（1988年）
- ROMANCE（1990年）
- NEC「文豪MINI」（1989年 - 1994年）※関根潤三と共演（1994年）
- JR東海（1991年）
- カルピス オリゴCC （1991年）
- メニコン「スーパーEX」（1992年 - 1993年）
- 野村證券「るいとう」（1993年）
- キリン「一煎」（1994年）
- 日産・パルサー（1995年 - 1997年）※鶴田真由と共演
- マルコメ「料亭の味」（1996年）
- UCC上島珈琲 UCCスーパーオリジナル（1997年）※赤井英和と共演
- ローソン（1997年）※篠原ともえらと共演
- エーザイ「サクロンR」（1998年 - 1999年）
- ビズリーチ（2020年 - ）

### ラジオ
- 野村宏伸のブルースしたって始まらない（1985年 - 1986年、ニッポン放送制作。「島田紳助のおっと危ない!東京ばくだん小僧」の内包番組）
- メニコン・グッドフィーリングマイヒーロー（1989年4月 - 1991年3月、毎週日曜深夜0時30分 - 1時。エフエム愛知制作。TOKYO FMほか全国10局程度をネット）
- 野村宏伸のスーパー&NEW イカした仲間たち（1991年4月 - 1996年3月、毎週日曜深夜0時30分 - 1時。エフエム愛知制作。TOKYO FMほか全国10局程度をネット）

### 吹き替え
- ユートピア（中国語版）（2016年公開） - ジャッキー・チャオ（中国語版）（明鏡台／明哥 役）の日本語吹き替え[18]